# Dactylocladius petraeus
Dactylocladius petraeus är en tvåvingeart som först beskrevs av Jean-Jacques Kieffer 1921.  Dactylocladius petraeus ingår i släktet Dactylocladius och familjen fjädermyggor.
Artens utbredningsområde är Tyskland. Inga underarter finns listade i Catalogue of Life.